# Zeittafel Tibet
Die Zeittafel Tibet gibt in Stichpunkten einen Überblick über die Geschichte Tibets.

## Vor- und Frühgeschichte
- vor ca. 160.000 Jahren: der fossile Xiahe-Unterkiefer eines Denisova-Menschen ist der älteste Beleg für die Anwesenheit von Individuen der Gattung Homo in Tibet
- vor ca. 10.000 Jahren: paläolithische Stätten von Duogeze (Xainza) und Zhabu  (Rutog) in Tibet[1]
- vor ca. 7000–5000 Jahren: paläolithische Kultur am Südufer des Sees Sêrling Co in den Kreisen Xainza und Baingoin
- 3200–2000 v. Chr.: neolithische Kharro-Stätte im Stadtbezirk Karub

## 6.–10. Jahrhundert
- vor 600: Überall im tibetischen Hochland kommt es zu Auseinandersetzungen zwischen rivalisierenden Königen.[2] Die ältesten tibetischen Schriften belegen die Existenz eines Herrscherhauses Shang Shung.
- ca. 618–649: König Songtsen Gampo besteigt den Yarlung-Thron und festigt die erste geschichtlich nachweisbare Monarchie in Tibet. Reichserweiterung nach Westen (Guge), Nepal und Nordosten (bis zum Kokonor-See). Zeitweilige Ausdehnung auch bis Chinesisch-Turkestan und auf die heutigen chinesischen Provinzen Gansu und Sichuan.[2]
- 635–649: Nachdem die Tibeter einige Grenzstämme zwischen China und Tibet geschlagen haben, welche bis zu diesem Zeitpunkt als Puffer zwischen den beiden Staaten dienten folgen nun kriegerische Auseinandersetzungen mit China. Durch die Heirat von Kaiser Songtsen Gampo mit der chinesischen Prinzessin Wen Cheng werden diese beigelegt.[2]
- 677: Nach dem Tod Songtsen Gampos folgen weitere kriegerische Auseinandersetzungen mit den Chinesen, wobei es insgesamt zu sechs belegten schriftlichen Verträgen kommt, die wechselnd von China und Tibet gebrochen wurden. Zu dieser Zeit beherrscht Tibet das gesamte Tarimbecken.[2]
- 747: Der legendäre Inder Padmasambhava führt den Buddhismus in seiner tantrischen Form in Tibet ein. Er errichtet in Samye das erste buddhistische Kloster. Rasche Verbreitung der buddhistischen Lehre (Anhänger formieren sich später zur Schule der Nyingmapa).
- 763: Die Tibeter erobern vorübergehend die chinesische Hauptstadt Chang’an (heute: Xi’an).
- 821: Thri Relpacen unterzeichnet den endgültigen Friedensvertrag mit Tang-China, in dem beide Seiten einander als ebenbürtig anerkennen.[2]
- 836–842: Buddhistenverfolgung unter König Lang Darma und Wiederaufleben der alten schamanistischen Bön-Religion.
- 842: Der Mönch Lhalung Pelgyi Dorje reitet nach Lhasa und tötet dort Lang Darma mit einem Pfeil.[2]
- 866: Die letzten Nachkommen Songtsen Gampos wandern nach Ngari ab und Tibet zerfällt in zwei konkurrierende Reiche. Eine Zeit des Chaos folgt.[2]
- 978: Die ersten buddhistischen Mönche kehren aus den Provinzen Kham und Amdo nach Zentraltibet zurück.[2]

## 11.–16. Jahrhundert
- 11. Jahrhundert: Es bilden sich die drei heute noch bestehenden buddhistischen Schulen Nyingma, Sakya und Kagyü.[2]
- Um 1050: Dromtönpa gründet die Schule der Kadampa. Ihr Sitz ist das 1056 nördlich von Lhasa gegründete Kloster Radreng.[2]
- Um 1060: Entstehung der Schule der Kagyüpa.[2]
- 1073: Gründung des Klosters Sangphu Ne'uthog (tib.: gsang phu ne'u thog), der ältesten Klosterschule Tibets, etwa 20 km südlich von Lhasa. Gründung des Klosters Sakya in Tsang. Die anfangs noch stark von Lehren der Nyingma-Schule beeinflusste Sakya-Schule war anfangs nur eine unbedeutende buddhistische Schule ihrer Zeit.
- 1189: Gründung des Klosters Tshurphu als Basis der Karma Kagyüpa-Schule im zentraltibetischen Raum.
- 1268: Die Mongolen erobern vollständig das Gebiet des heutigen Tibet, das bis zu diesem Zeitpunkt kein einheitliches Staatsgebilde war. Kublai Khan verleiht den Äbten der Sakya-Klöster die Lehnsherrschaft über Tibet (Vizekönigtum).[2]
- 1290: Ein tibetischer Aufstand gegen die Fremdherrschaft der Mongolen wird blutig niedergeschlagen, wobei 10.000 Tibeter das Leben verlieren.[2]
- 1368: Mit dem Zusammenbruch der Yuan endet die Vorherrschaft der Sakya.[2]
- 1400–1600: Hochblüte der tibetischen Klosterkultur.
- 1409: Tsongkhapa (1357–1419) gründet das Kloster Ganden (östlich von Lhasa) und die Schule der Gelugpa, die sich bald zum wichtigsten religiösen und politischen Faktor entwickelt.
- 1445: Errichtung des Klosters Trashilhünpo in Samzhubzê, späterer Sitz des Penchen Lama.
- 1447 Der Astronom Phugpa Lhündrub Gyatsho vollendet sein berühmtes astronomisches Werk Padma dkar-po’i zhal lung
- 1556: Bei den seit 1450 andauernden internen Scharmützeln setzen sich die Fürsten der Provinz Tsang mit ihrem Zentrum Xigazê durch und werden zu den Königen Zentraltibets.[2]
- 1578: Sönam Gyatsho, der dritte Großabt der Gelugpa, erhält vom mongolischen Herrscher Altan Khan den Titel „Dalai Lama“ verliehen. Die Mongolen nehmen die buddhistische Lehre an. Erst nach diesem Treffen wird den beiden Vorgängern von Sönam Gyatsho posthum der Titel „Dalai Lama“ verliehen.[2]

## 17.–18. Jahrhundert
- 1601: Der vierte Dalai Lama bricht mit einer Abteilung berittener Krieger nach Lhasa auf und wird dort von den Gelugpa im Rahmen einer prunkvollen Zeremonie als vierter Dalai Lama eingesetzt, wodurch erstmals ein Mongole das hohe Amt des Herrschers von Tibet führen durfte.[2]
- 1605: Ein hinter den Kagyüpa stehender Machthaber entsendet eine Streitmacht nach Lhasa um die ostmongolische Kavallerie des vierten Dalai Lama zu vertreiben.
- 1617: Der heute noch im tibetischen Buddhismus als „großer Fünfter“ bekannte Ngawang Lobsang Gyatsho (1617–1682) wird geboren und sollte um 1630 das politisch zersplitterte Tibet unter sich vereinen, Institution des Dalai Lama grundlegend reformieren, in Tibet einen hierokratischen „Kirchenstaat“ einführen, die Vorherrschaft der Gelugpa durchsetzen und den mächtigen Potala-Palast in Lhasa, der neuen Hauptstadt Tibets, erbauen lassen. Bis 1959 sollten die Dalai Lamas sowohl die geistigen, als auch die politischen Führer Tibets bleiben.
- 1642: Im Frühsommer zieht der 5. Dalai Lama in Samzhubzê ein, das mithilfe der Mongolen erobert wurde und besteigt den Thron das getöteten Königs von Tsang Karma Tenkyong Wangpo (tib.: karma bstan skyong dbang po; 1606–1643).
- 1650: Errichtung der Institution des Penchen Lama.
- 1653: Der 5. Dalai Lama besucht den Qing-Hof in China.
- 1678: Herrschaft des Regenten Desi Sanggye Gyatsho verheimlicht.
- 1682: Tod des 5. Dalai Lama Ngawang Lobsang Gyatsho. Regent Desi Sanggye Gyatsho verheimlicht den Tod bis 1696.
- 1683–1706 6. Dalai Lama Tshangyang Gyatsho.
- 1697: Inthronisation des 6. Dalai Lama
- 1705: Lhabsang Khan, Herrscher der Qoshot Mongolen, erobert Lhasa, wobei der Regent Desi Sanggye Gyatsho getötet wird. Lhabsang Khan setzt den 6. Dalai Lama Tshangyang Gyatsho ab und installiert Yeshe Gyatsho (tib.: ye shes rgya mtsho) als „rechtmäßigen“ 6. Dalai Lama; Tshangyang Gyatsho wird nach China deportiert und stirbt unterwegs.
- 1709: Die Mandschu senden den ersten kaiserlichen Repräsentanten nach Lhasa.[2]
- 1717: Einfall der Dsungaren unter Tshewang Rabten. Die Dsungaren erobern Lhasa, töten Lhabsang Khan und errichten eine Terrorherrschaft, plündern und zerstören über 500 Nyingma-pa Klöster, darunter Dorje Drag und Mindrölling. Tagtsepa übernimmt die Leitung der tibetischen Regierung.
- 1720: Der 7. Dalai Lama wird nach einer militärischen Intervention der Mandschu bzw. Chinas unter Kangxi mit Unterstützung der Tibeter im Potala-Palast inthronisiert. Tagtsepa wird hingerichtet. Einrichtung einer provisorischen Militärregierung unter chinesischer Führung in Lhasa.
- 1721 Übernahme der Regierungsmacht in Tibet durch einen Ministerrat (tib.: bka' shag) unter der Führung Khangchennes.
- 1723: Abzug der chinesischen Garnison aus Lhasa.
- 1727 Ermordung Khangchennes durch Mitglieder des Ministerrates unter Führung von Ngaphöpa Dorje Gyelpo (tib.: nga phod pa rdo rje rgyal po) und Lumpane Trashi Gyelpo (tib.: lum pa nas bkra shis rgyal po). Beginn des tibetischen Bürgerkriegs.
- 1728 Miwang Pholhane Sönam Tobgye beendet siegreich den tibetischen Bürgerkrieg. Eine von ihm herbeirufene chinesische Armee rückt in Lhasa ein. Ngaphöpa Dorje Gyelpo und Lumpane Trashi Gyelpo werden hingerichtet. Der 7. Dalai Lama wird für sechs Jahre nach Garthar (tib.: mgar thar) in der Nähe von Lithang ins Exil gebracht.
- 1729 Übernahme der Regierungsgewalt in Tibet durch Miwang Pholhane Sönam Tobgye.
- 1735 Der 7. Dalai Lama kehrt nach Lhasa zurück.
- 1747 Tod des Miwang Pholhane Sönam Tobgye. Übernahme der Macht durch seinen Sohn Gyurme Namgyel.
- 1750 Ermordung Gyurme Namgyels durch die chinesischen Ambane. Lobsang Trashi organisiert eine Revolte in Lhasa gegen die chinesische Vorherrschaft. Beginn des kurzen Interregnums des Gashi Pandita Gönpo Ngödrub Rabten.
- 1751 Hinrichtung von Lobsang Trashi. Ankunft einer chinesischen Besatzungstruppe unter General Cereng. Der 7. Dalai übernimmt die Regierungsgewalt in dem neuorganisierten mandschu-chinesischen Protektorat Tibet.
- 1751–1910: Die Kaiser der mandschu-chinesische Qing-Dynastie üben die Schutzherrschaft über die Tibet aus.
- 1757 Tod des 7. Dalai Lama. Übernahme der Regierungsgewalt durch den 1. Demo-Regenten Ngawang Jampel Deleg Gyatsho.
- 1777 Tod des 1. Demo-Regenten. Übernahme der Regierungsgewalt durch den 1. Tshemön Ling-Regenten Ngawang Tshülthrim (tib.: tshe smon gling ngag dbang tshul khrims; 1721–1791).
- 1786 Berufung des 1. Tshemön Ling-Regenten nach Peking.
- 1788 Erster militärischer Einfall der Gurkha in Tibet.
- 1789 Übernahme der Regierungsgewalt durch den 1. Tatshag-Regenten Yeshe Lobsang Tenpe Gönpo (tib.: rta tshag ye shes blo bzang bstan pa’i mgon po; 1760–1810).
- 1792: Zur Zeit des achten Dalai Lama wird der zweite militärische Einfall der Gurkha in Tibet mit Hilfe der von Kaiser Qianlong entsandten chinesischen Armee zurückgeschlagen.

## 19.–21. Jahrhundert
- 1876: Am 27. Mai wird der 13. Dalai Lama im südöstlichen Tibet geboren und sollte im Laufe seines Lebens eine Politik der Reformen führen.[2]
- 1890: Die Briten handeln mit Vertretern von Mandschu-China, welches die Regierungsgewalt über Tibet beansprucht, einen Vertrag aus und legen die Grenzen zwischen Tibet und Sikkim im Sikkim-Tibet-Vertrag fest, wogegen die Tibeter jedoch vorgehen, als sie die neu gesetzten Grenzpfähle herausreißen.[2]
- 1894: Der Statthalter des Chinesischen Kaisers in Tibet (Amban) wird vom Dalai Lama vertrieben. Mandschu-China bezeichnet diese Aktion als illegale Abspaltung Tibets von China. Da der Dalai Lama in dieser Aktion jedoch von Großbritannien unterstützt wird, kann die Mandschu-Regierung nichts gegen diese Vertreibung des Statthalters unternehmen.[2]
- 1897: Der Dalai Lama ist sich seiner politischen Macht so sicher, dass er es nicht länger für nötig hält die Repräsentanten des Mandschu-Kaisers bei der Ernennung von Beamten zu konsultieren.[2]
- 1902: Der indische Vizekönig Curzon sieht die Interessen Großbritanniens bedroht, da er in Tibet russische Truppen und Waffen vermutet. Oberst Francis Younghusband marschiert in Tibet ein, konnte jedoch niemals etwas dergleichen finden.[2]
- 1904: Die Briten marschieren unter dem Deckmantel einer Handelsmission mit 3000 Mann in Tibet ein und treffen auf dem Weg nach Lhasa auf eine schlecht ausgerüstete tibetische Armee, die lediglich 1500 Mann vorweisen kann. Es kommt zu einem Massaker und die meisten tibetischen Soldaten finden durch die Maxim Guns der Briten den Tod. Am 2. August treffen die Briten in Lhasa ein, das zuvor von dem Dalai Lama verlassen wurde, der Richtung Mongolei floh. Im Vertrag von Lhasa, der durch ein Zusatzabkommen von 1907 auch für China verbindlich wird, legt Großbritannien die tibetischen Grenzen fest und beansprucht Handelsprivilegien.[2]
- 1905: Im März kommt es zu einem tibetischen Aufstand, bei dem viele Mandschu-Beamte und zwei katholische Priester getötet werden. Als Antwort darauf marschieren 2000 Mandschu-Soldaten in das Gebiet ein, welche tibetische Beamte hinrichten ließen und ein Kloster anzündeten.[2]
- 1906: Mönche in Osttibet, die sich nach einer Belagerung der Mandschu ergeben haben, werden hingerichtet. Chinesische Tempel werden an der Stelle von tibetischen errichtet und die Tibeter müssen nun zum ersten Mal Steuern an Mandschu-China bezahlen.[2]
- 1908: Im September besucht der Dreizehnte Dalai Lama die Hauptstadt des Manchu Reiches.[2]
- 1909: Dem Dalai Lama wird zwar die Rückkehr nach Lhasa erlaubt, aber dennoch marschiert Zhao Erfeng mit 2000 Soldaten dort ein. Tibetische Quellen sprechen von grausamen Gräueltaten dieser Armee auf ihrem Marsch nach Lhasa.[2]
- 1910: Der Dreizehnte Dalai Lama lebt ab März in Indien.[2]
- 1911: Nach dem Sturz der Qing-Dynastie in China werden die in Tibet stationierten chinesischen Garnisonen geräumt.
- 1912: Im Februar wird die Chinesische Republik ausgerufen. Der Dalai Lama proklamiert im Juni die Unabhängigkeit Tibets von China.[2]
- 1913: Der Dalai Lama kehrt nach 8 Jahren des Exils nach Lhasa zurück.[2]
- 1914 (3.7.): Mit dem Britisch-Tibetisch-Chinesischen Abkommen von Shimla wird China zwar die Oberhoheit über Tibet zugestanden, dem Staat Tibet („Äußeres Tibet“) aber administrative und kulturelle Souveränität garantiert. Obwohl China diese Konvention nicht ratifiziert, beansprucht es trotzdem die Oberhoheit über Tibet. Großbritannien und Tibet verhandeln ohne Teilnahme Chinas über die Grenze zwischen Indien und Tibet.[3] Großbritannien erhält zuvor tibetisches Gebiet und gliedert es an Indien an.
- 1932–1933 Qinghai-Tibet-Krieg
- 1939: Im Juli wird Tendzin Gyatsho (* 6. Juli 1935) von der tibetischen Regierung offiziell als der 14. Dalai Lama bestätigt.[2]
- 1940: Am 22. Februar wird Tendzin Gyatsho als der 14. Dalai Lama im Alter von 4½ Jahren inthronisiert. Erziehung und Ausbildung erhält er im Potala-Palast in Lhasa.
- 1949 (11. August): Der Schweizer Missionar Maurice Tornay wird an der Grenze zu Tibet ermordet – (1. Okt.): Proklamation der Volksrepublik China. Die chinesische Volksbefreiungsarmee besetzt große Teile der tibetischen Provinz Amdo.

- 1950 Im Oktober marschieren 40.000 Soldaten der Volksbefreiungsarmee in Osttibet ein und liquidieren 5000 tibetische Soldaten, woraufhin sich die tibetische Armee ergibt.[2] (17. Nov.): Angesichts der chinesischen Bedrohung übernimmt der 15-jährige Dalai Lama vorzeitig die Regierungsgeschäfte.
- 1951 (23. Mai): Die Tibeter unterzeichnen unter Zwang das 17-Punkte-Abkommen mit der Volksrepublik China, das Tibet Autonomie und freie Religionsausübung zusichert. In Tibet werden zunehmend chinesische Zivil- und Militärbehörden eingesetzt. Im Oktober treffen die ersten chinesischen Truppen in Lhasa ein.[2]

- 1954: Am 12. September führt der Dalai Lama in Peking erste Gespräche mit Mao Zedong über eine friedliche Beilegung des Tibet-Konflikts und reist im Juni 1955 ohne eine für beide Seiten zufriedenstellende Einigung erzielt zu haben wieder ab.[2]
- 1957–1961: Insgesamt acht kleine Guerilla-Teams, die von den Amerikanern ausgebildet wurden, werden von der CIA über Tibet abgesetzt. Diese Bemühungen enden jedoch ohne größere Erfolge.[2]
- 1958: Die Kommunisten übernehmen vollständig die Kontrolle über Kham und Amdo und liefern sich mit den dort lebenden Nomaden einige Gefechte.[2] Am 16. Juni 1958 wird Chushi Gangdrug ausgerufen.
- 1959: In Lhasa kommt es zum Tibetaufstand, hinter dem China die Machenschaften der CIA vermutet. Nach chinesischen Quellen tötet die Volksbefreiungsarmee 86.000 Tibeter. Der 14. Dalai Lama flieht nach Indien, wo er in Dharmshala (Himachal Pradesh) die Tibetische Exilregierung bildet. Während der Flucht in Lhüntse Dzong und noch einmal in Mussoorie am 20. Juni erklärt er das „17-Punkte-Abkommen“ mit der Volksrepublik China für ungültig. Dem Dalai Lama folgen bis zum heutigen Tag hunderttausende Tibeter ins Exil.[2]
- 1960: Die Macht wird von der Volksbefreiungsarmee allmählich an die lokalen Stellen der KPCh übergeben.[2]
- 1962: Der 10. Panchen Lama kritisiert nach einer Inspektionsreise durch Tibet die Misswirtschaft und die destruktive Politik der Volksrepublik China. In dem Glauben, die KPCh wolle sich selbst reformieren, legt er die „70.000-Zeichen-Petition“ vor, in der er die gefundenen Missstände benennt.[2]
- 1963 (10. März): Der 14. Dalai Lama verkündet im indischen Exil eine demokratische Verfassung für Tibet.
- 1965 (9. Sep.): Gründung des Autonomen Gebietes Tibet. Die Hälfte des ursprünglichen Staatsgebietes (Amdo und Kham) wird chinesischen Provinzen angegliedert.
- 1966–1976: Während der chinesischen „Kulturrevolution“ werden die meisten Kulturdenkmäler und religiösen Zentren (Klöster, Schulen, Bibliotheken usw.) Tibets zerstört, Mönche und Regimegegner verfolgt, gefoltert und hingerichtet. Während man im Westen von mehr als einer Million tibetischer (Todes-)Opfer ausgeht, gehen andere, die demographische Entwicklung berücksichtigende Schätzungen von bis zu 200.000 Todesopfern aus. Ferner wurden fast alle der ca. 6.000 Klöster zerstört, lediglich acht Klöster blieben unzerstört.
- Seit 1976: Nach dem Tod Maos übernimmt Deng Xiaoping die Regierungsgeschäfte.[2] Die während und nach der Kulturrevolution von 1966 eingerichteten Volkskommunen, in denen viele Tibeter zwangsweise leben mussten, werden aufgelöst und die Bewohner können wieder in die Heimat zurückkehren. Unter chinesischer Aufsicht wurde seitdem auch eine Wiederbelebung der tibetisch-buddhistischen Traditionen geduldet. Klöster werden wieder aufgebaut.
- 1987: Im Juni klagt das US-Repräsentantenhaus China an, Tibet 1950 „überfallen und besetzt zu haben“.[2]
- 1988: Der Dalai Lama erklärt im Juni vor dem Europäischen Parlament in Straßburg, dass er bereit sei, mit China über eine echte Autonomie von Tibet zu verhandeln.[2]
- 1989: Am 17. Januar spricht sich der inzwischen freigelassene Panchen Lama für eine Zusammenarbeit mit dem Dalai Lama aus und stirbt fünf Tage später, nach offiziellen Berichten an einem Herzanfall. Am 7. März verhängt Hu Jintao nach zweitägigen Protesten, bei denen 70 Tibeter getötet werden, das Kriegsrecht. Am 10. Dezember erhält der 14. Dalai Lama den Friedensnobelpreis unter anderem für seinen gewaltlosen Kampf gegen die Unterdrückung der Tibeter durch die chinesische Regierung.[2]
- 1992 (22. September): Die chinesische Regierung veröffentlicht ein Weißbuch zu Tibet, in dem das Land als untrennbarer Teil Chinas bezeichnet wird.
- 1995 (15. Mai): Der 14. Dalai Lama erkennt Gendün Chökyi Nyima als Reinkarnation des 10. Panchen Lama (gest. 1989) an. China reagiert darauf mit der Installation Gyeltshen Norbus als 11. Panchen Lama (29. November) und verschleppt Gendün Chökyi Nyima und seine Familie an einen unbekannten Ort.
- 2002: Erstmals werden wieder Gespräche zwischen der chinesischen Regierung und der tibetischen Exilregierung geführt.[2]
- 2003: Einige tibetische politische Gefangene werden vor Ablauf ihrer Strafe freigelassen.[2]
- 2006: Am 1. Juni wird die Lhasa-Bahn fertiggestellt.[2]
- 2006: Tote während der Zwischenfälle auf dem Nangpa La
- 2008: Auf Gedenkveranstaltungen zum 49. Jahrestag der Aufstände am 10. März 2008 kam es zu Unruhen in Tibet und seinen Nachbarprovinzen, die Mitte März niedergeschlagen wurden.